# Título público
A emissão de títulos públicos pelo Tesouro Nacional é uma das formas utilizadas para a captação de recursos para financiar atividades do governo federal, tais como educação, saúde e infraestrutura. Os títulos públicos são uma opção de investimento para a sociedade e representam a dívida mobiliária da União.
Anteriormente, as pessoas físicas compravam títulos públicos apenas indiretamente, através da aquisição de cotas de fundos de investimento. Os recursos provenientes das aplicações em fundos de investimento são utilitários (negociações com outros agentes). A partir da implantação do Tesouro Direto, os compradores ganham uma forma alternativa de aplicação dos seus recursos com rentabilidade e segurança, sem a necessidade de intermediação financeira nas negociações. Além disso, os investidores se beneficiam de poder administrar diretamente seus próprios recursos adequando os prazos e indexadores dos títulos aos seus interesses.
Os títulos públicos são resgatados em data predeterminada por um valor específico, atualizado ou não por indicadores de mercado, como, por exemplo, índices de preços. Outra opção é a venda antecipada ao Tesouro Direto nas recompras semanais, pelo preço de mercado vigente.A venda de títulos públicos no Brasil pode ser realizada por meio de três modalidades:
- Oferta pública com a realização de leilão;
- Oferta pública sem a realização de leilão (Tesouro Direto);
- Emissões diretas para atender a necessidades específicas determinadas em lei.
- Mais informações e detalhes podem ser consultadas na Lei nº 10.179 de 6 de fevereiro de 2001.

Antes de 2002, o Banco Central também podia emitir títulos públicos. Entretanto, essa possibilidade deixou de existir desde a sanção da Lei de Responsabilidade Fiscal, em maio de 2000. A partir de 2002, a emissão de títulos públicos passou a ser da competência exclusiva do Tesouro Nacional. Pouco antes, em 2001, o Bacen emitiu seus últimos títulos, a serem resgatados até novembro de 2006.[carece de fontes?]